# Narbacular Drop
Narbacular Drop — компьютерная игра в жанре головоломка, разработанная студентами Института Технологий DigiPen, группой Nuclear Monkey Software. Игра была выпущена в 2005 году для PC. Игровой процесс состоит из перемещений по подземельям и преодолевания ловушек с помощью системы порталов. Игрок может открыть два связанных портала на любой неметаллической поверхности: стене, полу или потолке.
Слово Narbacular не существует и его невозможно найти ни в одном словаре; его выбрали для того, чтобы игру можно было проще найти через поисковые системы в интернете.

## Сюжет
Игра рассказывает историю «Принцессы Без Коленок» (англ. Princess No-Knees), названную так потому, что не умеет прыгать. Принцессу захватил демон, который хотел на ней жениться, и запер в подземелье. Заточённая девушка со временем поняла, что подземелье, в котором её держат, на самом деле — живое существо (элементаль) по имени Уолли (англ. Wally). Используя способность Уолли к созданию порталов, Принцесса совершает побег и пытается победить демона.

## Игровой процесс
Хотя Narbacular Drop напоминает шутер от первого лица, уникальная механика порталов и неспособность игрового персонажа прыгать создают весьма нетрадиционный геймплей в области перемещения и решения головоломок. Игрок одновременно может открыть два связанных портала, каждый из которых похож на большое лицо со светящимися глазами (оранжевыми и синими, чтобы игрок мог различать порталы) и открытой пастью, через которую можно свободно смотреть и проходить. Портал открывается с помощью мыши, которой игрок целится на участок стены и «выстреливает» туда портал. Создать портал возможно на любой естественной поверхности и невозможно на металлических поверхностях и лаве. Кроме порталов, к ключевым игровым элементам относятся переключатели, коробки и большие валуны, способные убить героиню.
Будучи по большей части демонстрацией заложенной в неё идеи, игра достаточно коротка — она состоит из примерно шести головоломок. Между тем, участники сетевого сообщества игры занялись созданием дополнительных уровней. В дополнение к этому, появилось большое число скоростных прохождений (англ. Speedruns) и «Забегов с ящиком» (англ. Crate Runs), в которых игрок должен был как можно быстрее закончить игру, донеся до конца маленькую коробку с первого игрового уровня.

## Награды
В течение 2006 года игра участвовала в ряде выставок и фестивалей независимых разработчиков, а также попала в несколько видеоигровых журналов. В результате, Narbacular Drop сумела заработать несколько наград и похвал:
- Independent Games Festival: Победитель студенческой выставки (англ. Student Showcase Winner)
- Slamdance: Финалист соревнования разработчиков «Guerilla» (англ. Guerilla Gamemaker Competition Finalist)
- GameShadow: Номинант на награду «Инновации в играх» (англ. Innovation In Games Festival & Awards Nomination)
- Game Informer: «Десять игр, о которых вы никогда не слышали» (англ. The Top 10 Games You've Never Heard Of)
- Edge: Интернет-игра месяца (англ. Internet Game of The Month)
- Gamasutra: Награда «Квантовый скачок» (англ. Quantum Leap Awards: Most Important Games «Honorable Mention»)

## Portal
У игры Narbacular Drop нет продолжения, однако сама игра настолько понравилась Гейбу Ньюэллу, что он предложил команде разработчиков присоединиться к Valve. Внутри этой корпорации та же самая команда создала игру Portal, основанную на идеях, заложенных в игровую механику Narbacular Drop. Поэтому Portal можно назвать духовным наследником игры.
В Portal 2 одно из достижений называется Narbacular Drop.